# 中国人民解放军陆军合成第五十八旅
合成第五十八旅（英語：58th Combined Arms Brigade），又称“百旅之杰”或“杨根思部队”，是中国人民解放军陆军第八十三集团军下辖的一个中型合成旅，驻地河南省许昌市、長葛、漯河。

## 历史概述
1932年9月初，中共福安中心县委在福安兰田举行武装暴动。9月14日，在福安溪潭双阳村正式成立了以詹如柏为队长、马立峰为政委的闽东工农游击第一支队。这支部队随后于1934年9月30日改编为中国工农红军闽东独立师第一纵队，第二次国共合作开始后编入新四军战斗序列，后为华东野战军第一纵队第一师，中国人民解放军第二十军第五十八师。
尽管建制可追溯至第一次国共内战时期的红军部队，但由于长期远离中共中央未能接受正规化改编，也并未像陕北红军那样在第一次国共内战末期与中央红军取得联系并合编，所以五十八师的前身虽然具有“红军血统”，但五十八师并不被官方认定为“红军师”。相似的情况也出现在昆嵛山红军游击队（即后来的步兵第七十九师）上。
长津湖战役中，第五十八师第一七二团三连连长杨根思（入朝前曾被多次授予“战斗英雄”称号）攻佔了長津湖以南下碣隅里外圍的制高點一零七一高地。1950年11月29日拂曉至上午10點，他親率第三排在長津郡下碣隅里外圍1071.1高地東南小高嶺的作戰中，打退美军多次進攻，在耗盡彈藥、戰鬥只剩他一人的情況下，楊根思懷抱炸藥同進攻高地的聯合國軍士兵同歸於盡，完成了切斷敵軍退路的任務，時年28歲。这也是“杨根思部队”名称的来源。
回国后，1998年第五十八师改编为摩托化步兵第五十八旅，2001年被改为机械化步兵旅，成为全军数字化机械化步兵试点单位之一。2017年改变为现有编制。

## 沿革
参考资料：
| 部隊番號                               | 使用時期                |
| -------------------------------------- | ----------------------- |
| 闽东工农游击第一支队                   | 1932年9月—1934年9月     |
| 中国工农红军闽东独立师                 | 1934年9月30日—1938年1月 |
| 國民革命軍新编第四军第三支队第六团     | 1938年1月—1940年7月     |
| 國民革命軍新编第四军苏北指挥部第一纵队 | 1940年7月—1941年1月     |
| 國民革命軍新编第四军第一师第一旅       | 1941年1月—1947年1月     |
| 华东野战军第一纵队第一师               | 1947年1月—1949年2月     |
| 中国人民解放军第二十军第五十八师       | 1949年2月—1960年1月     |
| 陆军第五十八师                         | 1960年1月—1985年10月    |
| 步兵第五十八师                         | 1985年10月—1998年9月    |
| 摩托化步兵第五十八旅                   | 1998年9月—2001年12月    |
| 机械化步兵第五十八旅                   | 2001年12月—2017年2月    |
| 合成第五十八旅                         | 2017年2月至今           |

## 荣誉
- 杨根思连：原陆军第二十集团军步兵第五十八师第一七二团第三连。2017年转隶为陆军第八十三集团军某合成旅某装甲步兵连[4][5]
- 沙家浜连、抗洪抢险英雄连：原陆军第二十集团军步兵第五十八师第一七五团第二连。2017年转隶陆军第八十三集团军[4]

## 著名成员

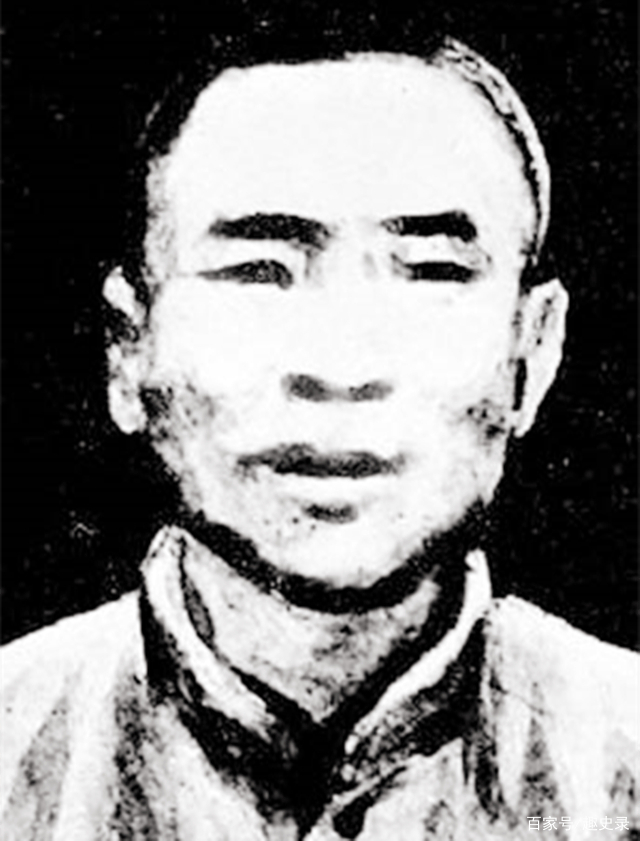
闽东工农游击第一支队的缔造者之一詹如柏（1902年—1935年），1935年被捕牺牲。
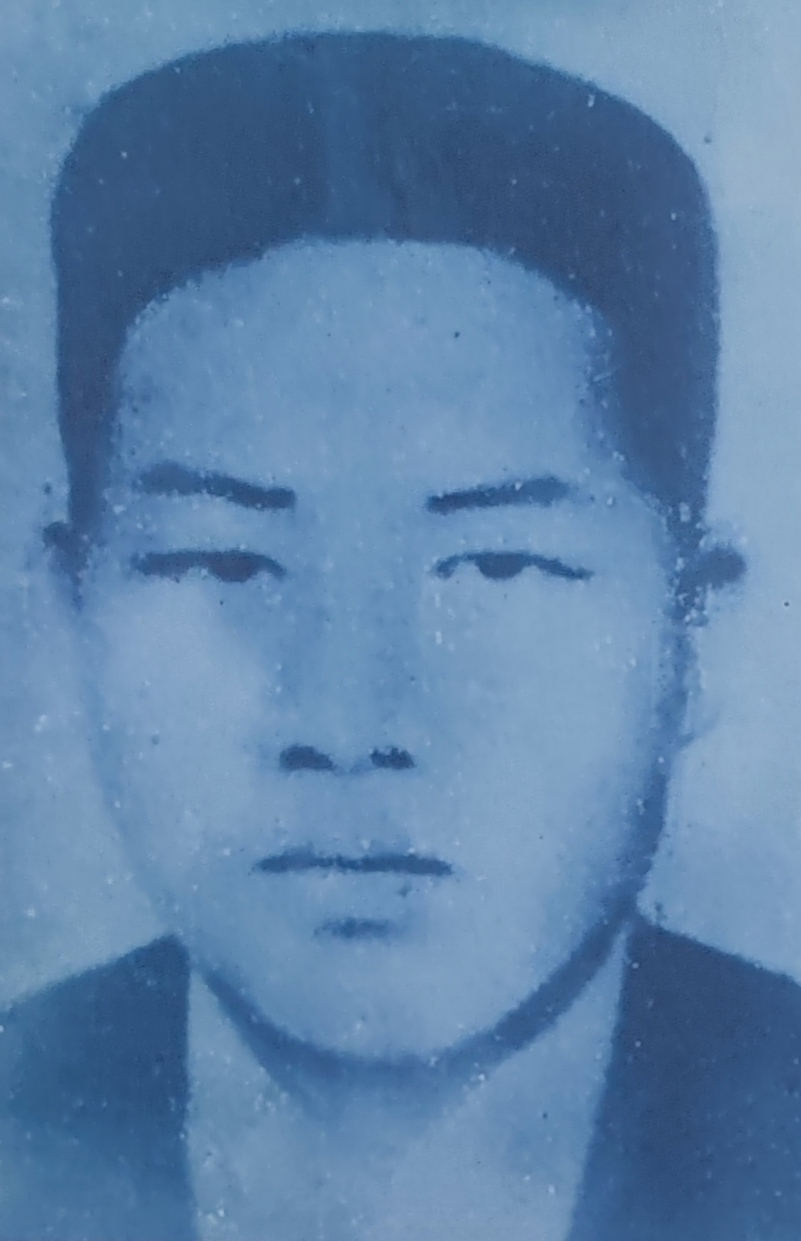
中国工农红军的第一支海上军队组建者柯成贵（1908年—1935年），在西洋岛掩护红军西南团撤退时被国民政府逮捕处决。
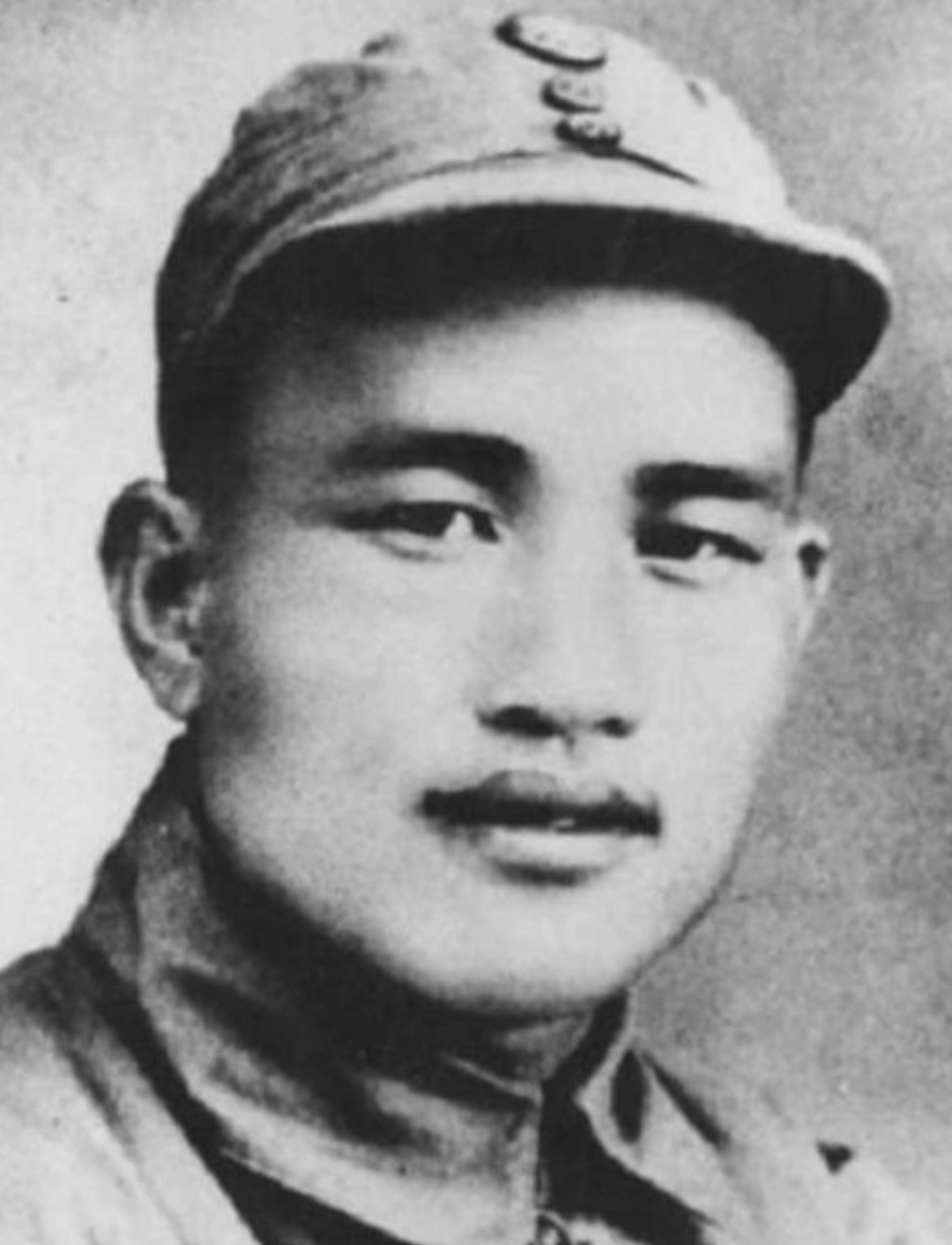
合成五十八旅的前身新四军第三支队第六团副团长阮英平（1913年—1948年），后在中共闽东地委书记任上牺牲。
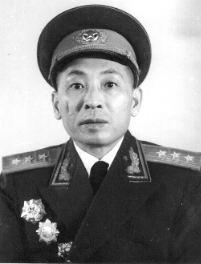
闽东独立师及其新四军继承者的主要领导人叶飞（1914年—1999年），中华人民共和国开国上将。
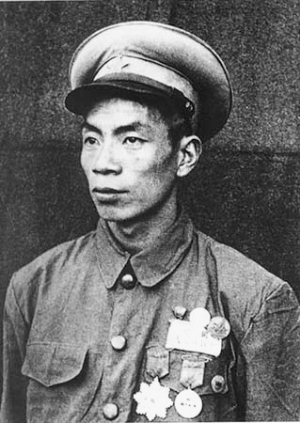
中国人民志愿军五十八师第一七二团三连连长杨根思（1922年—1950年），于长津湖战役中与联合国军同归于尽。
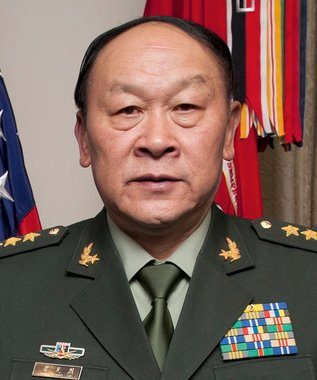
中国共产党中央军事委员会委员、原国防部长梁光烈（1940年—2024年），1981年到1983年间任解放军陆军第二十军五十八师师长。